# Казаков Юрій Павлович
Казаков Юрій Павлович (рос. Казаков Юрий Павлович; 8 серпня 1927, Москва, РРФСР, СРСР — 29 листопада 1982, Москва, РРФСР, СРСР) — російський радянський письменник, драматург і сценарист. 

## Біографічні відомості
Закінчив будівельний технікум (1946), Музичне училище імені Гнесіних (1951) та Літературний інститут імені Горького (Москва, 1958). 
У збірках оповідань «Тэдди» (1957), «Манька» (1958), «На полустанке» (1959) виступив продовжувачем традицій російської класичної літератури. У центрі уваги письменника — трудівник, наділений тонким відчуттям природи, життєвою мудрістю: зб. «Голубое и зеленое» (1963), «Запах хлеба» (1965), «Двое в октябре» (1966), «Осень в дубовых лесах» (1969), «Во сне ты горько плакал» (1977). 
У філос.-публіцист. кн. «Северный дневник» (1960–73) розповів про мужність, душевну силу і красу поморів. Виступав зі статтями на захист природи, за збереження культурно-істор. пам'яток. Враження від перебування на Закарпатті передав у нарисі «Закарпатская проблема» (1986). Писав також оповідання для дітей, кіносценарії та одноактні п'єси, перекладав з літ-р народів СРСР. Творчості К. притаманні поєднання ліризму й суворого реалізму, сповідал. автобіографізму та публіцистичності, пластичність зображення і муз. ритм оповіді. Окремі твори К. укр. мовою переклали З. Смоктій, М. Шумило та ін.
У 2000 році заснована Премія імені Юрія Казакова — літературна премія журналу «Новый мир» на честь радянського письменника Юрія Казакова (з нагоди 75-річчя від дня народження письменника і двадцятиріччя з дня його смерті). Заявлена як премія за найкращу розповідь року в Росії.

## Твори
- Поедемте в Лопшеньгу. Москва, 1983;
- Избранное. Москва, 1985;
- Две ночи. Москва, 1986;
- укр. перекл. — Прочанин. К., 1961;
- Арктур — гончий пес // Рос. рад. оповідання. К., 1975.

## Екранізації
- «Любити…» (1968, Новела третя: за оповіданням «Осінь в дубових лісах»; реж. Михайло Калік)
- «Король манежу» (1969, за оповіданням «Тедді»; реж. Юрій Чулюкін)
- «Блакитне і зелене» (1970, к/м, за однойменним оповіданням; реж. Віктор Гресь, кіностудія ім. О. Довженка)
- «Великий самоїд» (1981, співавт. сценарію; реж. Аркадій Кордон)
- «Манька» (1984, реж. Анатолій Нікітін; в складі кіноальманаху «Манька» з фільмом «Нам не дано передбачити...»)
- «Арктур — гончий пес» (1989, телеспектакль за однойменним оповіданням; реж. Галина Самойлова)
- «На полустанку» (1992, к/м, за однойменним оповіданням; реж. Тамара Павлюченко)
- «Послухай, чи не йде дощ...» (1999, за мотивами оповідань Юрія Казакова; реж. Аркадій Кордон)